# Drilonereis similis
Drilonereis similis är en ringmaskart som beskrevs av Treadwell 1921. Drilonereis similis ingår i släktet Drilonereis och familjen Oenonidae. Inga underarter finns listade i Catalogue of Life.